# Nellee Hooper
Nellee Hooper, född 1963 i Bristol, England, är en brittisk producent och remixare, mest känd för sitt arbete med artister som No Doubt, Madonna, Björk Guðmundsdóttir, U2, Sneaker Pimps och Massive Attack. Han var mest aktiv under det sena 1980-talet och 1990-talet.
Hooper påbörjade sin karriär genom att vara DJ och medlem i Bristolgruppen Wild Bunch (som senare kom att bli Massive Attack). År 1995 blev han belönad med Brit Awards pris för årets bästa producent efter hans arbete med Massive Attacks skiva Protection, Björks Post och Madonnas Bedtime Stories.
Han har även producerat singlar som Tina Turners GoldenEye samt gjort remixer på låtar av bland annat Janet Jackson och Sade.